# Jim Sandlak
Jim Sandlak (ur. 12 grudnia 1966 w Kitchener w prowincji Ontario w Kanadzie) – kanadyjski były zawodowy hokeista na lodzie. 

## Kariera zawodnicza
W latach 1985–1996 występował w lidze NHL na pozycji prawoskrzydłowego. Wybrany z numerem (4) w pierwszej rundzie draftu NHL w 1985 roku przez Vancouver Canucks. Grał w drużynach: Vancouver Canucks oraz Hartford Whalers. W 1986 roku zdobył wraz z drużyną Kanady srebrny medal Mistrzostw Świata Juniorów. W sezonie 1986-87 wybrany do drużyny najlepszych debiutantów NHL.
W sezonach zasadniczych NHL rozegrał łącznie 549 spotkań, w których strzelił 110 bramek oraz zaliczył 119 asyst. W klasyfikacji kanadyjskiej zdobył więc razem 229 punktów. 821 minut spędził na ławce kar. W play-offach NHL brał udział 5-krotnie. Rozegrał w nich łącznie 33 spotkania, w których strzelił 7 bramek oraz zaliczył 10 asyst, co w klasyfikacji kanadyjskiej daje razem 17 punktów. 30 minut spędził na ławce kar.